# Daj lapu, Drug!
Daj lapu, Drug! (russisk: Дай лапу, Друг!, da.: Giv pote, Ven!) er en sovjetisk familiefilm fra 1967 instrueret af Ilja Gurin.
Filmen handler om en pige, Tanja, og hendes trofaste hund Drug ("Ven"), der altid hjælper hende, og heller ikke forlader hende, da hun bliver syg.

## Medvirkende
- Olga Bobkova som Tanja
- Valentina Beljaeva
- Nikolaj Lebedev